# 호다쓰시미즈정
호다쓰시미즈정(일본어: 宝達志水町)은 일본 이시카와현 중부에 있는 하쿠이군의 정이다. 노토반도의 최고봉인 호다쓰산이 있다.

## 인접한 자치체
- 이시카와현
  - 가호쿠시
  - 하쿠이시
  - 가호쿠군 쓰바타정

- 도야마현
  - 히미시
  - 다카오카시

## 역사
이시카와현 내에서 최초의 구석기가 발굴되었고 조몬 시대, 야요이 시대의 유적도 정내 각지에서 발굴되고 있다. 에도 시대에는 가가번의 농정 말단을 담당하는 10촌역으로 기타 씨·오카베 씨가 놓였다.
- 2005년 3월 1일 - 하쿠이군의 시오정과 오시미즈정이 신설 합병해 성립하였다.

## 교통

### 철도
- 서일본 여객철도 나나오선

### 도로
- 국도 159호선
- 국도 249호선
- 국도 471호선